# 現在進行形 (曲)
「現在進行形」（げんざいしんこうけい）は、宇浦冴香の1曲目の配信限定シングル。

## 内容
- 2008年第1弾作品は自身が作詞を手がけた配信楽曲。3ヶ月連続リリースの第1弾にあたる。
- 「Princess Kansai 2008」公式テーマソング及びテレビ東京「PVTV」3月度エンディングテーマ。
- 当初はサビの部分のみ配信となったが（但し、ビーイング専門サイト「musing」においてはフルの状態でダウンロードが出来る）、11月28日付で「BEING GIZA STUDIO FULL」にて、着うたフルでダウンロードが出来るようになった。
- 宇浦は本作の歌詞について「その疾走感やメロディが気に入ったので詞を書こうと思った」「この曲の詞は何度も書き直した。思うように言葉が浮かばないので何度も投げ出したいと思った。でも急に“was＋～ing”という言葉を思い付けてそこからはすんなりと書き終われた」とコメントしている[1]。

## 収録曲
1. 現在進行形
作詞：宇浦冴香　作曲・編曲：岡本仁志